# Coppell (Teksas)
Coppell je grad u američkoj saveznoj državi Teksas. Prema popisu stanovništva iz 2010. u njemu je živjelo 38.659 stanovnika.